# Cristina Suriani
Cristina Suriani (Rosario (Argentina), 6 de noviembre de 1952) es una actriz y exmodelo argentina que desarrolló su carrera en España.

## Biografía
En su Argentina natal hizo sus primeros trabajos como modelo, llegando a ser portada de la revista Boom. En Argentina comienza sus estudios de Arquitectura pero antes de acabar su tercer curso, a finales de 1970, viene a España a recoger un premio de publicidad, para más tarde realizar junto a Joaquín Prat y Laura Valenzuela el programa musical Galas del Sábado. A partir de ahí comienza a hacer carteles y spots publicitarios en España. En 1971 se incorpora al TEI donde aprende danza y expresión corporal.  En 1972 forma parte del reparto de Mi querida señorita, una película de Jaime de Armiñán en el que interpreta junto a su hermana Ana Suriani a una de las dos hijas de Santiago, personaje interpretado por Antonio Ferrandis. Una película muy arriesgada para la época y en la que José Luis López Vázquez afrontó un papel atípico en su filmografía.
Ese mismo año rueda varias películas más, como El vikingo de Pedro Lazaga, El espanto surge de la tumba de Carlos Aured o Experiencia prematrimonial de Pedro Masó. El 8 de septiembre de 1972 hace su debut teatral con la obra Pato a la naranja en el Teatro Infanta Isabel de Madrid interpretando al personaje de la secretaria con la compañía teatral de Arturo Fernández. Permanece representando la obra junto al actor asturiano desde su premier hasta que en diciembre de 1974 la obra se despide del teatro madrileño, aunque aún continúa con la representación durante la temporada teatral en el Teatro Talía de Barcelona los primeros meses de 1975, lo que supone más de 1000 representaciones de la obra de Douglas-Home. A pesar de la dificultad de tener la doble sesión de representaciones, durante los años que permanece en los escenarios trató de compaginar las representaciones teatrales con el cine, compartiendo cartel con nombres míticos del género de terror como Paul Naschy y Narciso Ibáñez Menta en la película La saga de los Drácula.
Su presencia obligada en el escenario junto con la llegada del cine de destape de mediados de los años 70 marcaron el final de su carrera cineasta, no volviendo ni a los escenarios ni a la gran pantalla desde entonces. Tras casarse en septiembre de 1975, dejó Madrid para irse a vivir a Budapest, Viena, Bruselas, Nueva York, Roma y Londres, aunque actualmente vuelve a residir en Madrid.

## Filmografía
- 1971 Mi querida señorita, de Jaime de Armiñán, como Charo
- 1971 Simón, contamos contigo, de Ramón Fernández, como Amante de John (sin acreditar)
- 1972 El vikingo, de Pedro Lazaga como Doncella
- 1972 Experiencia prematrimonial, de Pedro Masó, como Merchuca
- 1972 El espanto surge de la tumba, de Carlos Aured como Paula
- 1972 La saga de los Drácula, de León Klimovsky como Irina de Tepes

## Teatro
- Pato a la naranja  (1972 a 1975)